# Mníšek nad Hnilcom
Mníšek nad Hnilcom (niem. Einsiedel an der Göllnitz, węg. Szepesremete) – wieś (obec) na Słowacji położona w kraju koszyckim, w powiecie Gelnica, na historycznym Spiszu. Pierwsze wzmianki o miejscowości pochodzą z roku 1322. 
W przeszłości była to miejscowość zamieszkiwana głównie przez Niemców karpackich - kolonizacja nastąpiła w XIII wieku po spustoszeniach najazdu tatarskiego. W 1930 roku wśród 2088 mieszkańców aż 1905 było Niemcami, 115 Słowakami, 11 Węgrami, 21 Rusinami, 6 zadeklarowało żydowską narodowość, 16 romską a 14 nie podało. Po II wojnie światowej część ewakuowała się jeszcze przed nadejściem frontu, a większość pozostałych została potem wypędzona.
Według danych z dnia 31 grudnia 2012, wieś zamieszkiwało 1726 osób, w tym 877 kobiet i 849 mężczyzn.
W 2001 roku rozkład populacji względem narodowości i przynależności etnicznej wyglądał następująco:
- Słowacy – 82,73%
- Czesi – 0,3%
- Niemcy – 7,69%
- Romowie – 8,75%

Ze względu na wyznawaną religię struktura mieszkańców kształtowała się w 2001 roku następująco:
- Katolicy rzymscy – 68,18%
- Grekokatolicy – 2,78%
- Ewangelicy – 18,69%
- Prawosławni – 0,12%
- Ateiści – 7,75%
- Nie podano – 2,13%

W miejscowości znajduje się stacja kolejowa Mníšek nad Hnilcom.